# Národní park Kanha
Národní park Kanha leží 164 km od města Jabalpur ve státu Madhjapradéš (Madhya Pradesh) v Indii a je jedním z nejznámějších národních parků v Indii. Založen byl roku 1955 a rozkládá se na celkové ploše 2059 km² v distriktech Mandla a Balaghat. Park leží v nadmořské výšce 600–900 metrů. Lov divoké zvěře s výjimkou divokých prasat a ptáků je zde zakázán již od roku 1933.

## Historie

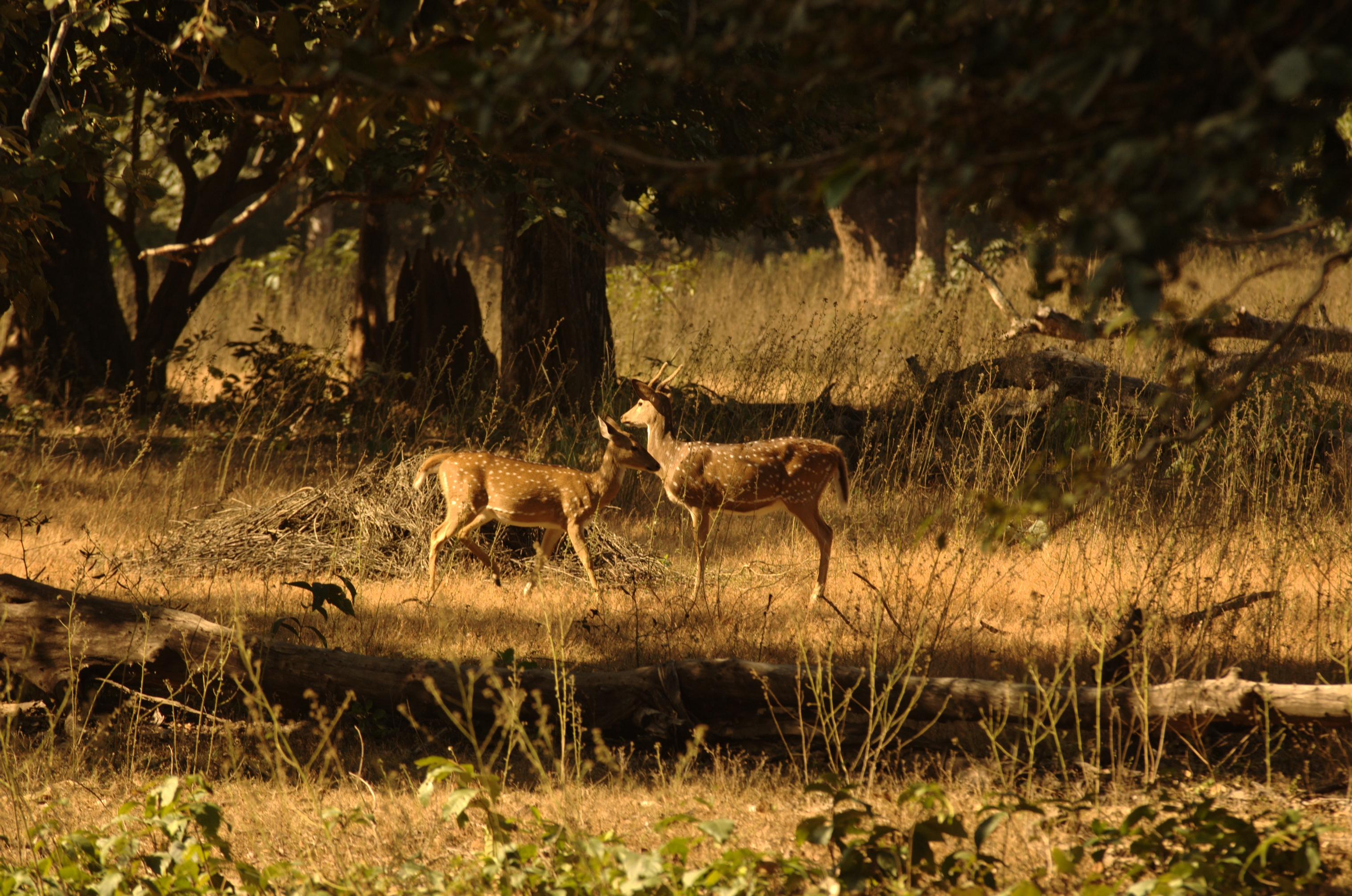
Barasingy

Na území dnešního parku existoval chráněný les již od doku 1865, ve kterém byl povolen pouze sběr dřeva pro potřeby domácnosti.
Lov určitých typů divoké zvěře byl možný pouze se zvláštním povolením. V květnu 1933 byla oblast poprvé rozšiřována, nejprve o údolí Banjar (252 km²), následně roku 1935 o dalších 500 km² v oblasti údolí Halon. Status chráněné oblasti byl později na území Halon zrušen, především kvůli škodám, které divoká zvěř páchala. 
1. června 1955 byla oblast o rozloze 252 km² prohlášena národním parkem, jejíž rozloha se v roce 1964 zvětšila na 318 km². Až do roku 1970 byla velikost parku omezena hranicemi distriktu Mandla, ale v tomto roce bylo k parku připojeno 127 km² oblasti ze sousedního distriktu Balaghat. Se vznikem „Projektu tygr“ (projekt indické vlády na záchranu bengálských tygrů) v roce 1973 bylo opět připojeno území z oblasti údolí Halon (500 km²) spolu s dalším územím o rozloze 1009 km², které má sloužit jako nárazníková zóna a spolu s územím národního parku byla oblast vyhlášena jako „tygří rezervace“. Ještě roku 1983 byla připojena oblast Phen o rozloze 110 km², i když s národním parkem přímo nesousedí.

## Zvířata

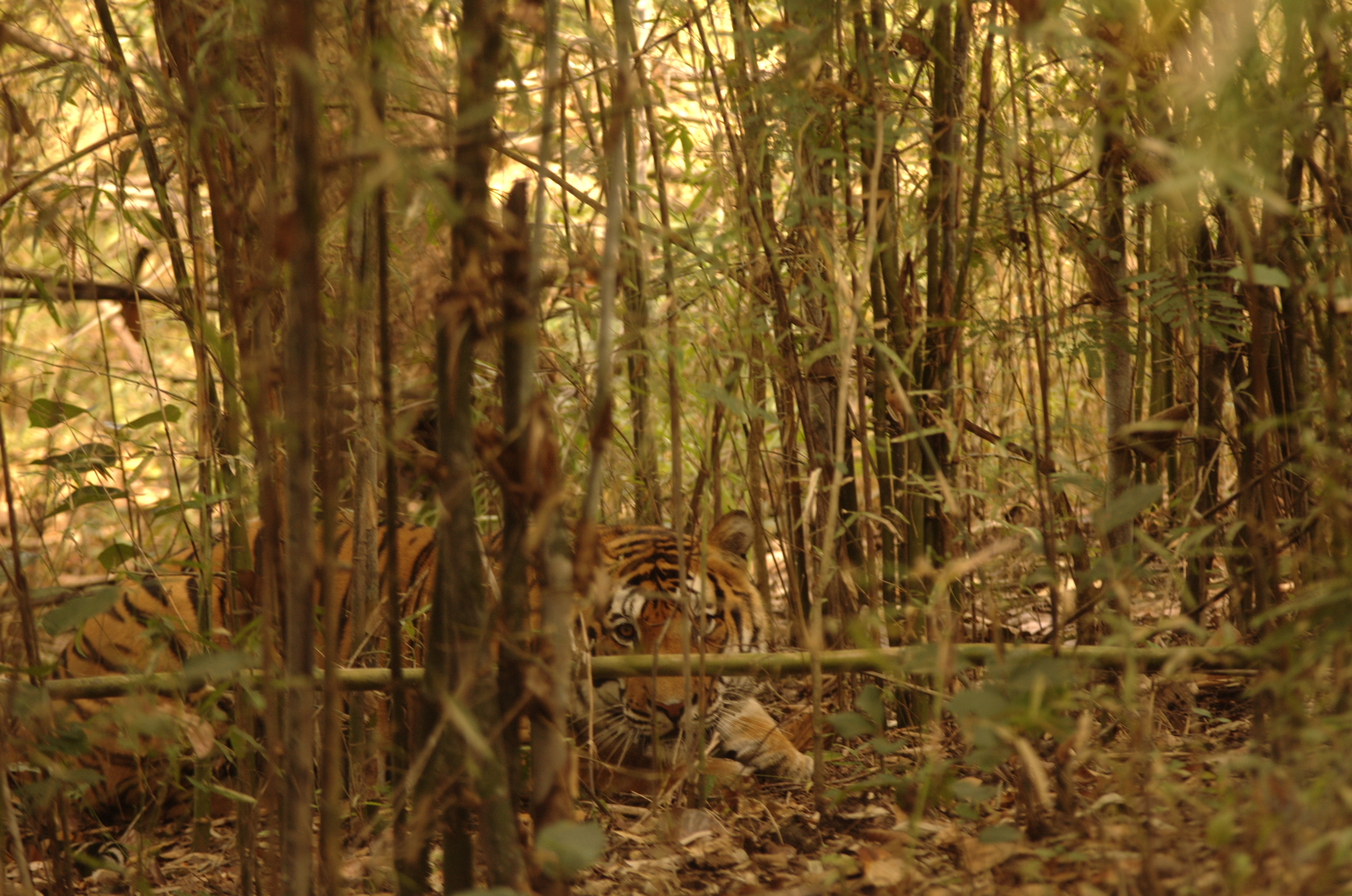
Odpočívající tygr

Kanha je známá především pro svou populaci savců. V parku se nachází poměrně početná tygří populace a Kanha platí za místo, kde má pozorovatel největší šanci v Indii tygra spatřit ve volné přírodě. Populaci tygrů se zde podařilo rozšířit z počtu 48 (1978) na (131 v červnu 2006). Krom tygrů žijí v parku i další dravé šelmy, na 80 leopardů, 396 dhoulů a 111 medvědů.
V parku se vyskytuje i horský druh barasingy (Cervus duvauceli branderi), což je druh jelena, který žije již pouze zde. Těm se zde také daří rozmnožovat z původních 66 v roce 1970 na 349 v roce 2000. Krom barasingy žijí v této oblasti 3 další druhy jelenů. Nejčastějším z nich je jelen Axis neboli čital (Axis axis), jichž v parku žije na 20 000 a jejich populace dále roste. Dalším z jelenů je Sambar (Rusa unicolor nebo také Cervus unicolor), kterých bylo v roce 2000 napočítáno 3621 a nakonec Muntžak (Muntiacus), jichž v parku žije přibližně 1200.
Zatímco počty jelenů trvale rostou, počty antilop klesají. Roku 2000 bylo v parku pouhých 73 velkých indických antilop Nilgai (Boselaphus tragocamelus), 78 antilop čtyřrohých (Tetracerus quadricornis) a pouhé 2 antilopy jelení (Antilope cervicapra).
V parku žije také početná populace (1197 exemplářů v roce 2000) mohutných gaurů (Bos gaurus). Velmi početný (6668 v roce 2000) je i druh opice Hulman (Semnopithecus) a divokých prasat (5834 v roce 2000).
Dalšími většími savci žijícími v parku jsou Rhesus Macaque (Macaca mulatta), šakal obecný (Canis aureus), vlk (velmi vzácný), liška džunglová (Vulpes bengalensis), vydra hladkosrstá (Lutrogale perspicillata), medojed kapský (Mellivora capensis), puchol malý (Viverricula indica), promyka mungo (Herpestes edwardsii), hyena žíhaná (Hyaena hyaena), kočka bažinná (Felis chaus), kočka bengálská (Prionailurus bengalensis), luskouni (Manidae), dikobraz (Hystrix) a zajíc (Lepus).

## Doprava

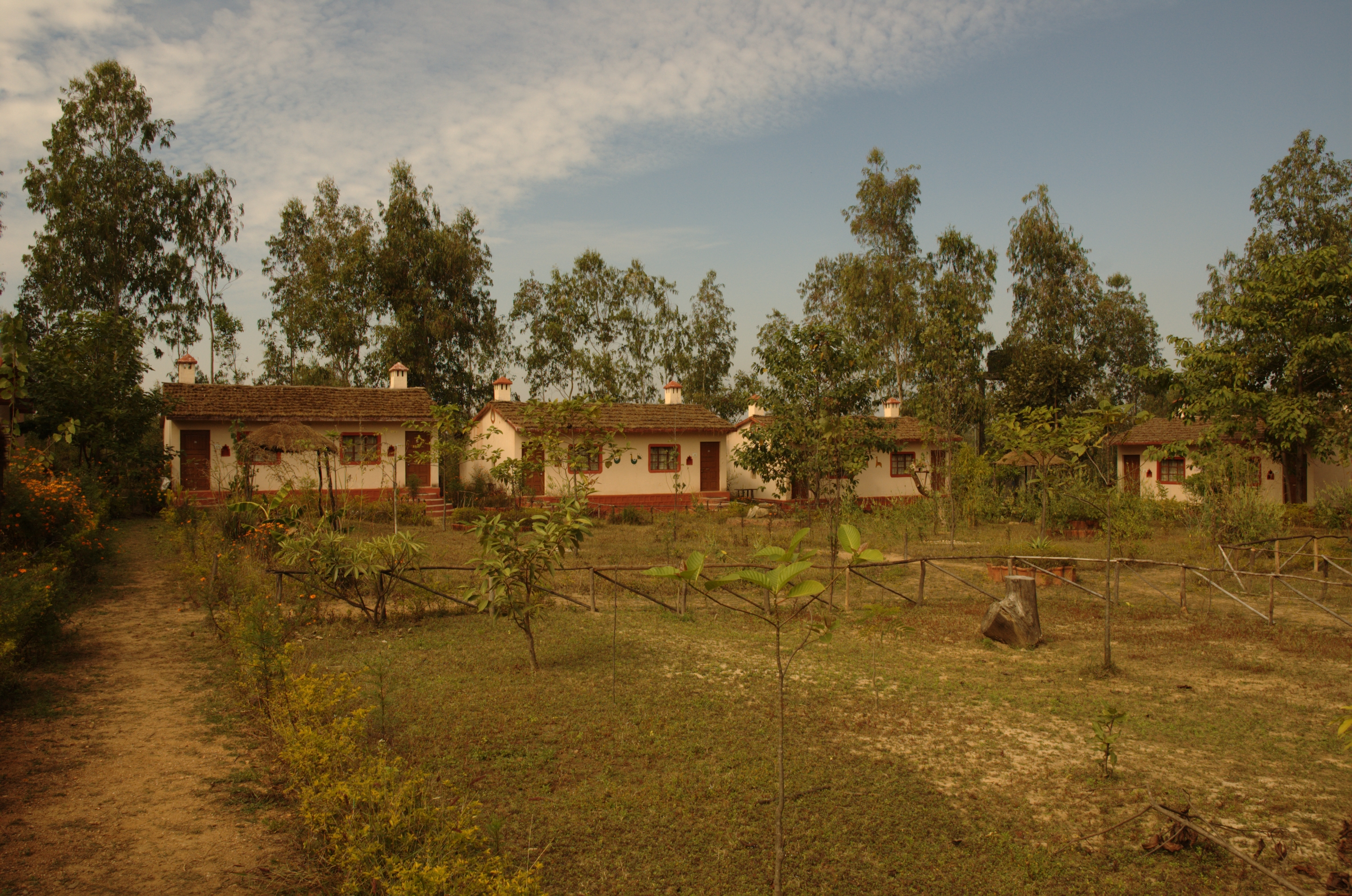
Pug Mark resort - ubytování ve vesnici Khatia

Nejbližším velkým městem je Jabalpur (169 km), který je po železnici dobře spojen s Dillí a Mumbají. Častým návštěvním místem při cestě do parku je i malé město Mandla (asi 70 km od parku, 30 Rupií, 2¾ hodiny). Je v něm přístup na internet, kavárny a v okolí mnoho zajímavých chrámů. Cesta autobusem od brány Kisli do Jabalpuru trvá 5½ hodiny, jízdenka stojí 84 Rupií a autobus odjíždí každý den v 6,20, 8,15 a 12,30 (jedna z jeho dalších zastávek je i brána Khatia). V některých měsících provozuje MP Tourism vlastní turistických autobus (4 hodiny, 150 Rupií).
Do parku samotného je možný přístup (za poplatek a pouze s průvodcem) ze tří vstupních bran, ve směru od Jabalpuru je nejlépe přístupná brána v Kisli, která leží ve vesnici Khatia. Nejlepší doba k návštěvě parku je od února do června, do parku je povolen přístup pouze v hodinách od 6,30d 12 a od 15 do 18. Od července do září je park pro veřejnost uzavřen.